# San Benedetto Giuseppe Labre ai Monti
San Benedetto Giuseppe Labre ai Monti, officiellt benämnt Cappella Oblate Apostoliche Pro Sanctitate, är ett kapell i Rom, helgat åt den helige Benedetto Giuseppe Labre. Kapellet är beläget vid Via dei Serpenti på Viminalens sluttning i Rione Monti och tillhör församlingen Santa Maria ai Monti.

## Kapellets historia
Benedetto Giuseppe Labre (1748–1783) var en fransk hemlös franciskantertiar som i Rom ägnade sig åt bön och att tigga allmosor åt de fattiga. Ofta satt han och tiggde på trappan till kyrkan Madonna dei Monti i området Suburra. Han kallas ibland ”de fyrtio timmarnas helgon”, med hänsyftning till fyrtio timmars tillbedjan (italienska quarant'ore), en form av eukaristisk tillbedjan. Den 16 april 1783 kollapsade Labre i Madonna dei Monti och fördes till ett närbeläget hus vid Via dei Serpenti 2, där han avled av undernäring.
Labre blev omedelbart föremål för vördnad och rummet där han hade dött gjordes om till kapell. Kapellets nuvarande utseende härstammar från 1800-talets slut och utgörs av rummet där Labre avled samt ett rum med altare och helgonets reliker. I det förstnämnda rummet finns en stuckskulptur som föreställer det döende helgonet liggande på en bädd; vid helgonets huvudgärd ses en målning som visar Jungfru Maria som sträcker fram en helgonkrona. I rummet finns även ex voto-gåvor från personer som blivit bönhörda på helgonets förbön. Över altaret i det andra rummet återfinns målningen Den helige Benedetto Giuseppe Labre i bön, utförd av en anonym konstnär.
En inskriptionstavla vid Via dei Serpenti 2 lyder:

## Bilder
| - Den helige Benedetto Giuseppe Labre. - Helgonets dödsmask. - Kyrkan Madonna dei Monti. |